# ソヨト人
ソヨト人（ソヨトじん、ロシア語: сойоты;  英語: Soyot）とは、ロシア連邦に居住するテュルク系あるいはモンゴル系の少数民族である。

## 概要
ソヨト人（あるいはソイオト人とも）は、ブリヤート共和国のオキンスキー地区に居住する民族で、シベリア・チュルク語群に属するソヨト・ツァータン語を話す。
テュルク諸語の話者であることからテュルク系民族の一派であるとも考えられるが、ブリヤート人の一派（モンゴル系民族）であるともされる。かつ、その祖先はサモエード人（ウラル系民族）であるとされる。